# Piaski (Świniary Stare)
Piaski – część wsi Świniary Stare w Polsce, położona w województwie świętokrzyskim, w powiecie sandomierskim, w gminie Łoniów, należy do sołectwa Świniary Stare.
W latach 1975–1998 Piaski administracyjnie należały do województwa tarnobrzeskiego.